# راجر وورد
راجر وورد (انگلیسی: Roger Ward؛ زادهٔ ۱۹۳۶) هنرپیشه اهل استرالیا است.
از فیلم‌ها یا برنامه‌های تلویزیونی که وی در آن نقش داشته‌است می‌توان به مکس دیوانه، شورش در بونتی، سنگ، مرد ایرلندی، گروه، کویگلی در استرالیا و برادران اشاره کرد.